# Північно-Західний федеральний округ
Півні́чно-За́хідний федера́льний о́круг Російської федерації має площу 1 686 972 км² (9,9% від РФ) і населення 13 899 310 ос. (9,47% від РФ). Північно-Західний федеральний округ сформовано згідно з Наказом Президента Російської Федерації від 13 травня 2000 року № 849.

## Склад федерального округу
До складу округу входить 11 суб'єтів (регіонів) Російської Федерації:
- Республіки: Республіка Карелія, Республіка Комі
- Області: Архангельська, Вологодська, Калінінградська, Ленінградська, Мурманська, Новгородська, Псковська
- Місто федерального підпорядкування: Санкт-Петербург
- Ненецький автономний округ.

Адміністративний центр — місто Санкт-Петербург.
Докладніше — Адміністративний поділ Північно-Західного федерального округу.

## Економіка
В регіоні працюють територіальні генеруючі компанії ВАТ «ТГК-1» і ТГК-2.
В Ненецькому автономному окрузі, на більшій частині Комі, півночі Архангельської і Мурманської областях розповсюджене оленеводство, мисливство на хутрового звіра та рибальство. В Карелії, на півдні Комі і Архангельської області развинуте ще й молочне тваринництво (велика рогата худоба) з невеликими часткою землеробства.
Лісова, деревообробна та целюлозно-паперова промисловість є основними видами промисловості в окрузі. З видобувної промисловості необхідно виділити нафтову в Комі, добування залізних та нікілевих руд в Мурманській області, мармуру на півдні Карелії, і торфу в Ленінградській, Новгородській і Вологодських областях.

## Населення і національний склад

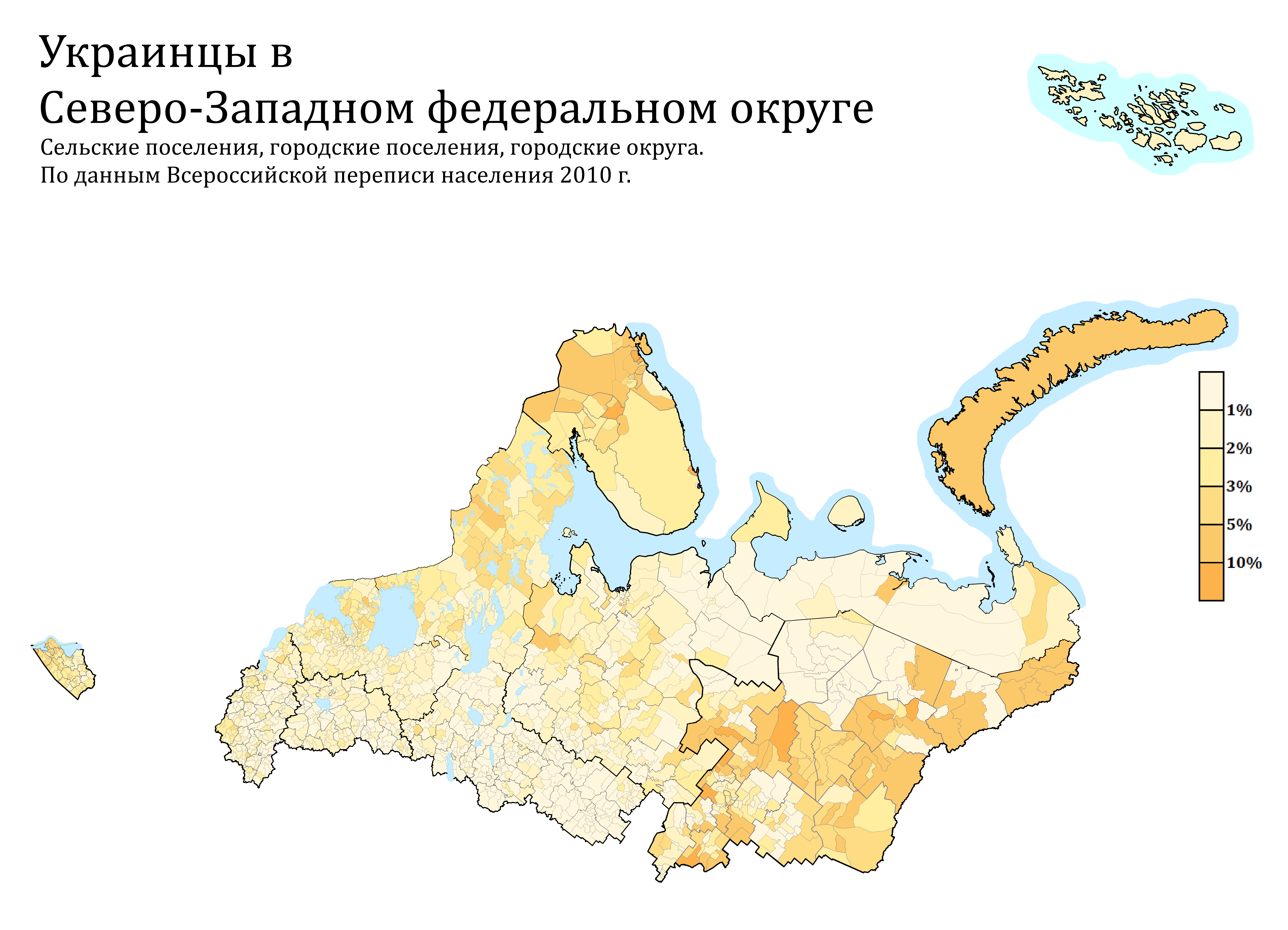
Розселення українців у Північно-Західному федеральному окрузі за даними перепису 2010 року

За даними всеросійського перепису населення (9 жовтня 2002 року), в Північно-західному федеральному окрузі проживає 13 млн 974 тис. 466 ос., що становить 9,63 % населення Росії.
Національний склад:
- Росіяни — 12 млн 002 тис. 788 ос. (85,89 %)
- Українці — 377 тис. 456 ос. (2,7 %)
- Комі — 267 тис. 607 ос. (1,91 %)
- Білоруси — 235 тис. 038 ос. (1,69 %)
- Татари — 84 тис. 685 ос. (0,61 %)
- Карели — 73 тис. 611 ос. (0,53 %).
- Особи, що не вказали національність — 453 тис. 193 ос. (3,24 %)

## Великі міста
Санкт-Петербург, Калінінград, Мурманськ, Архангельськ, Череповець, Вологда, Петрозаводськ, Северодвінськ, Великий Новгород, Сиктивкар.

## Представники президента Росії
- Черкесов Віктор з 18 травня 2000 по 11 березня 2003.
- Матвієнко Валентина з 11 березня 2003 по 1 листопада 2003.
- Клебанов Ілля з 1 листопада 2003 по 6 вересня 2011.
- Вінниченко Миколай Олександрович з 6 вересня 2011 по 11 березня 2013.
- Булавін Володимир Іванович з 11 березня 2013 по 28 липня 2016.
- Цуканов Миколай Миколайович з 28 липня 2016 року по 25 2017.